# Scopura scorea
Scopura scorea är en bäcksländeart som beskrevs av Jin, Y. och Bae 2005. Scopura scorea ingår i släktet Scopura och familjen Scopuridae. Inga underarter finns listade i Catalogue of Life.